# Przedsiębiorstwo Komunikacji Samochodowej w Ostrołęce
Przedsiębiorstwo Komunikacji Samochodowej w Ostrołęce Spółka Akcyjna – byłe przedsiębiorstwo zajmujące się usługami związanymi z rozkładowym transportem pasażerskim. 15 lutego 2018 roku Mobilis podjął decyzję o likwidacji oddziału w Ostrołęce z dniem 30 czerwca 2018 roku. 1 lipca 2018 roku PKS w Ostrołęce przejęła spółka PKS Polonus S.A. Firma Gabriella przejęła Dworzec PKS w Ostrołęce po wycofaniu się PKS Polonus S.A.

## Historia
- 21 czerwca 1951 – założenie PKS w Ostrołęce. W tym czasie działało jako „Państwowa Komunikacja Samochodowa Oddział Mława Ekspozytura w Ostrołęce”;
- 1957 – zaczęło działać jako: „Państwowa Komunikacja Samochodowa w Warszawie Oddział w Ostrołęce”;
- 1976 – PKS w Ostrołęce przeszedł pod Centralną Dyrekcję w Białymstoku i działał pod nazwą: „Przedsiębiorstwo Komunikacji Samochodowej w Białymstoku oddział Towarowo-Osobowy w Ostrołęce”;
- 1983 – Minister Transportu tworzy nowe Dyrekcje o randze „Krajowej” a PKS w Ostrołęce nazywa się teraz: „Krajowa Państwowa Komunikacja Samochodowa w Białymstoku oddział Towarowo-Osobowy w Ostrołęce”;
- 1 lipca 1990 – „Przedsiębiorstwo Państwowej Komunikacji Samochodowej w Ostrołęce” działało jako samodzielny podmiot gospodarczy wraz z dwoma placówkami terenowymi w Ostrowi Mazowieckiej i Wyszkowie;
- 1 lutego 2004 – działa obecnie pod nazwą „Przedsiębiorstwo Komunikacji Samochodowej w Ostrołęce Spółka Akcyjna”. W skład spółki wchodzą nadal placówki w Ostrowi Mazowieckiej i Wyszkowie.
- 15 lutego 2018 – decyzja o rozwiązaniu spółki i likwidacji do dnia 30 czerwca 2018 roku
- 30 czerwca 2018 – likwidacja PKS w Ostrołęce S.A.
- 1 lipca 2018 – dworzec autobusowy w Ostrołęce przejęła spółka państwowa PKS Polonus z siedzibą w Warszawie
- 1 września 2018 – PKS Polonus wycofuje się z administrowania dworcem PKS w Ostrołęce, z dniem 1 września 2018 roku dworcem autobusowym administrować będzie firma Gabriella z Ostrołęki.

## Połączenia

### Dalekobieżne
Korzystając z usług PKS Ostrołęka, bezpośrednio z Ostrołęki, można było dotrzeć do następujących miast:
- Biała Podlaska,
- Białystok,
- Bielsko-Biała,
- Ciechanów,
- Ciechocinek,
- Częstochowa,
- Elbląg,
- Gdańsk,
- Giżycko,
- Gniezno,
- Inowrocław,
- Katowice,
- Kętrzyn,
- Kołobrzeg,
- Kraków,
- Krynica Morska,
- Lublin,
- Łomża,
- Maków Mazowiecki,
- Mikołajki,
- Mława,
- Morąg,
- Olsztyn,
- Płock,
- Przasnysz,
- Pułtusk,
- Ruciane-Nida,
- Siedlce,
- Siemiatycze,
- Stegna,
- Suwałki,
- Szczecin,
- Szczytno,
- Toruń,
- Warszawa,
- Wrocław,

### Lokalne
Ostrołęcki PKS obsługiwał trasy, w przybliżeniu pokrywające się z obszarem powiatów:
- ostrołęckiego,
- ostrowskiego,
- wyszkowskiego.

## Dawny tabor
| Marka                  | Liczba |
| ---------------------- | ------ |
| DAB 12-1200L           | 1      |
| Volvo B10M-60          | 3      |
| Volvo B9M              | 1      |
| Autosan H10-10         | 15     |
| Jelcz T120             | 5      |
| Autosan H9-21          | 48     |
| Volvo B12B             | 1      |
| Autosan H10-11         | 11     |
| Autosan A1010T         | 7      |
| Volvo B10M-60 Van Hool | 3      |
| Volvo B10M             | 4      |
| Volvo 9700             | 2      |
| Solbus C9,5            | 10     |
| Volvo 8700             | 1      |
| Scania Irizar          | 2      |
| Solbus LH9,5           | 6      |
| Solbus Soltour ST11    | 3      |
| Solbus Soltour ST10    | 3      |
| Autosan A1012T         | 2      |
| Autosan H10-12         | 1      |
| Autosan H9-35          | 11     |
| Setra S215UL           | 3      |
| Man UL292              | 4      |
| Man UL272              | 1      |
| Setra S215 HR          | 1      |
| Man Lion’s Star        | 2      |
| Volvo B12-500          | 1      |
| Otoyol M29             | 1      |
| DAB 7-1200L            | 1      |
| Autosan H6-56          | 1      |
| Autosan H6-10          | 1      |
| Jelcz L081MB           | 1      |
| Bova Futura FHD 14     | 1      |
| Razem                  | 158    |